# آن سوترن
آن سوترن (انگلیسی: Ann Sothern؛ ۲۲ ژانویهٔ ۱۹۰۹ – ۱۵ مارس ۲۰۰۱) یک هنرپیشه سینما و تلویزیون اهل ایالات متحده آمریکا بود که به مدت ۶ دهه در عرصه هنرهای نمایشی فعال بود.

## زندگی‌نامه
با نام تولد هریت آرلنه لیک (به انگلیسی: Harriette Arlene Lake) در ۲۲ ژانویهٔ ۱۹۰۹ در ولی سیتی، داکوتای شمالی زاده شدپس از فارغ‌التحصیلی از دبیرستان خانه را ترک کرد و در ۱۸ سالگی نقش کوچکی را در فیلم «شب های برادوی» (۱۹۲۷) بر عهده گرفت. با وجود آنکه صدای زیبا و پرورش یافته‌ای داشت، ندرتاً در فیلم‌ها آواز می‌خواند.

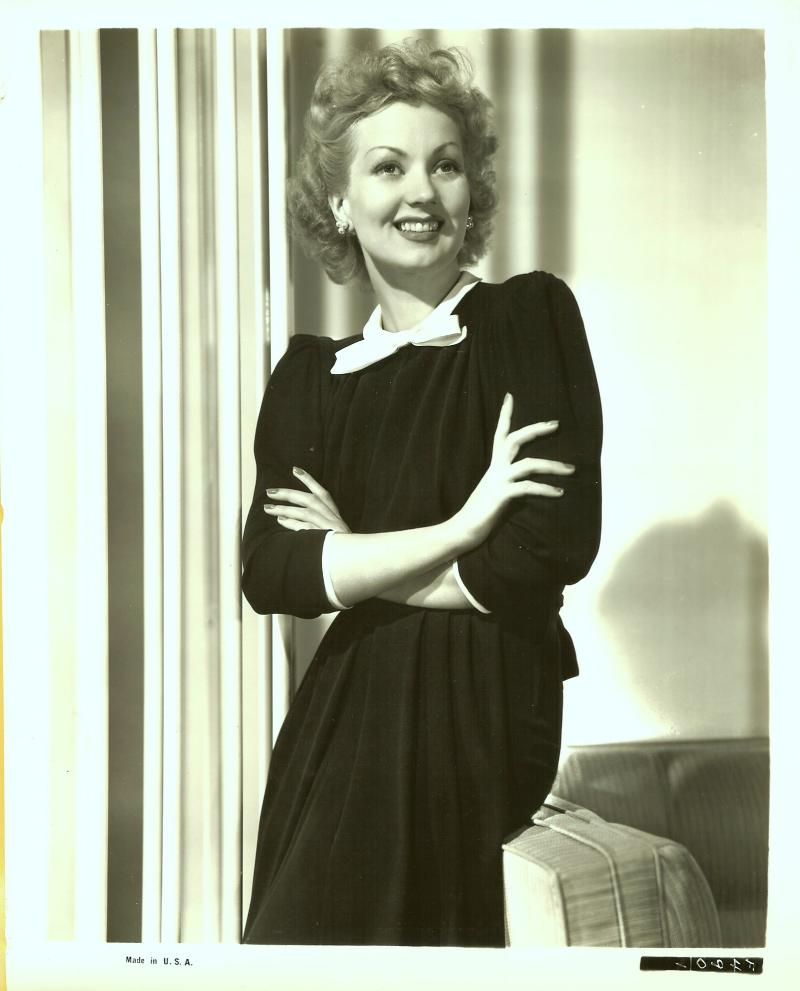
۱۹۳۹

در سال ۱۹۳۴ با استودیوی کلمبیا پیکچرز قرارداد بست اما بعد از دو سال او را بیرون کردند و او با آر. ک. ئو (RKO) قرارداد امضاء کرد. در آنجا نیز پس از یک سری کارهای ناموفق بیرون آمد و به مترو گلدوین مایر آمد و اولین فیلمش را برای آنها در سال ۱۹۳۹ بازی کرد.
از کارهای معروف او می‌توان به سری فیلم‌های «میسی» Maisie اشاره کرد که در این فیلم‌ها در نقش «میسی راویر»، رقصنده معروف ظاهر می‌شد. این فیلم‌ها باعث معروفیت او شد و از سال ۱۹۴۰ تا ۱۹۴۷ در فیلم‌های متعددی در قالب این شخصیت ایفای نقش کرد. او همچنین صداپیشه نیز بود و در بسیاری از نمایش‌های رادیویی شبکه‌های مختلف رادیویی مانند سی‌بی‌اس (CBS) شرکت می‌کرد.
در سال ۱۹۴۹ در فیلم اسکاری نامه‌ای به سه همسر ظاهر شد. گرچه فیلم موفق بود اما نقش او در این میان نادیده گرفته شد. در دهه ۵۰ در چند فیلم بیشتر بازی نکرد منجمله در فیلم «بلو گاردنیا» (۱۹۵۳، و بیشتر در فیلم‌های تلویزیونی به ایفای نقش پرداخت. به عنوان مثال در سریال موفق «منشی خصوصی» که سال ۱۹۵۳ تا ۵۷ بروی آنتن بود. بعد از پایان این سریال و موفقیت آن سوتر در آن، او با تهیه کنندهٔ سریال قراردادی برای بازی در نمایش خودش امضاء کرد با عنوان «شوی آن سوترن» (۶۱-۱۹۵۸). این دو سریال جمعاً ۴ جایزه امی برای او به همراه داشتند.

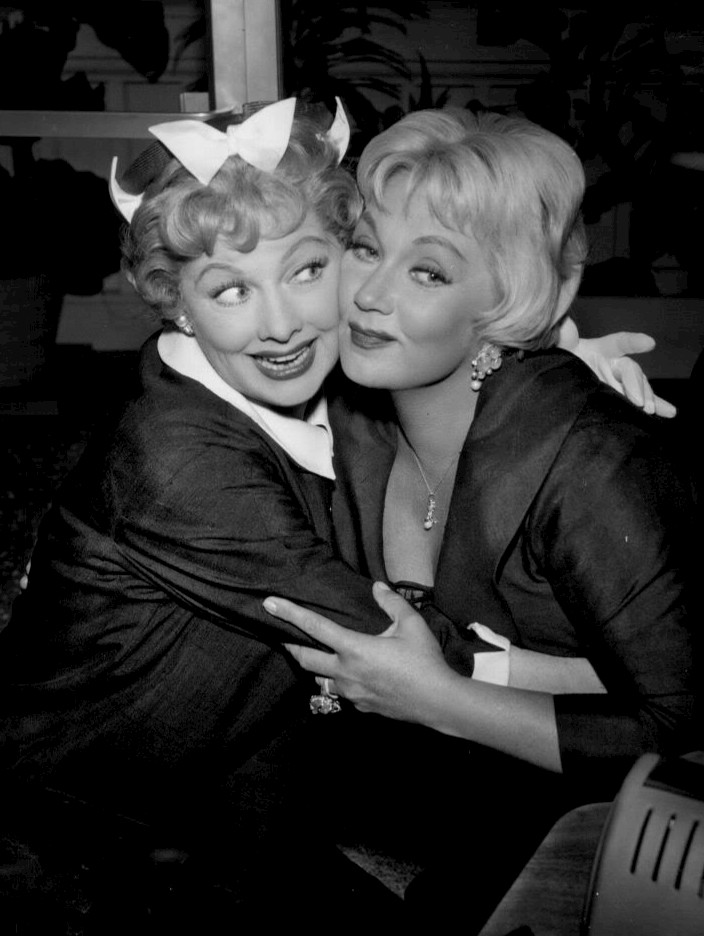
لوسیل بال و آن سوترن

با بالا رفتن سن آن سوترن و بدلیل ابتلا به بیماری هپاتیت، او کم‌کم شروع به چاق شدن کرد و این افزایش وزن برای او دردسر ساز شد، بطوریکه مجبور بود با پوشیدن لباس‌های مشکی و گشاد، این نقیصه را تا حدی برطرف کند.
در سال ۱۹۶۴ در فیلم «بهترین مرد» با هنری فوندا همبازی شد. آخرین فیلم او «نهنگ‌های ماه اوت» (۱۹۸۷ بود که همراه با بت دیویس و لیلین گیش در این فیلم ظاهر شد و برای او تنها نامزدی جایزه اسکار بهترین بازیگر نقش مکمل زن را به همراه داشت. پس از این فیلم او خود را بازنشسته کرد و به آیداهو رفت تا سال‌های باقی‌مانده عمرش را در آنجا بگذراند.
آن سوترن بر اثر ناراحتی قلبی در ۱۵ مارس ۲۰۰۱ در سن ۹۲ سالگی در کچام، آیداهو درگذشت. آن سوترن و لوسیل بال دوستانی صمیمی بودند.

## فیلم‌شناسی
از فیلم‌ها یا برنامه‌های تلویزیونی که وی در آن نقش داشته است می‌توان به آثار زیر اشاره کرد.
- نمایش نمایش‌ها (۱۹۲۹)
- آوازی از غرب (۱۹۳۰)
- همه چیز را نگهدار (۱۹۳۰)
- ووپی (۱۹۳۰)
- Footlights Parade (۱۹۳۳)
- ملودی در بهار (۱۹۳۴)
- گربه جهنمی (۱۹۳۴)
- Kid Millions (۱۹۳۴)
- دوست دختر (۱۹۳۵)
- همسر آمریکایی (۱۹۳۶)
- باهوشترین دختر در شهر (۱۹۳۶)
- خطر! عشق مشغول کار است (۱۹۳۷)
- شماره خطرناک (۱۹۳۷)
- چهل راه به سوی شهر (۱۹۳۷)
- علی بابا به شهر می‌رود (۱۹۳۷)
- Trade Winds (۱۹۳۸)
- میسی (۱۹۳۹)
- هتلی برای زنان (۱۹۳۹)
- سریع و آتشی (۱۹۳۹)
- برادر ارکید (۱۹۴۰)
- میسی تب طلا (۱۹۴۰)
- دالسی (۱۹۴۰)
- میسی یک خانم بود (۱۹۴۱)
- میسی در کنار رینگ (۱۹۴۱)
- بانو به سلامت (۱۹۴۱)
- میسی مردش را می‌یابد (۱۹۴۲)
- Panama Hattie (۱۹۴۲)
- سه قلب برای جولیا (۱۹۴۳)
- Swing Shift Maisie (۱۹۴۳)
- میسی به رنو می‌رود (۱۹۴۴)
- Up Goes Maisie (۱۹۴۶)
- میسی مخفی کار (۱۹۴۷)
- رگبارهای آوریل (۱۹۴۸)
- کلام و موسیقی (۱۹۴۸)
- نامه‌ای به سه همسر (۱۹۴۹)
- نانسی به ریو می‌رود (۱۹۵۰)
- سایه روی دیوار (۱۹۵۰)
- بلو گاردنیا (1953)
- بانو در تاریکی (۱۹۵۴)
- سیلویا (۱۹۶۵)
- The Killing Kind (۱۹۷۳)
- سوزن‌های طلایی (۱۹۷۴)
- ماما خنگه (۱۹۷۵)
- جنّی (۱۹۷۸)
- اژدهاهای کوچک (۱۹۸۰)